# Religión en Asia
Asia es el continente más grande y el más poblado, con una gran variedad de religiones, la religión más grande de Asia es el Islam con aproximadamente 1100 millones de seguidores. Asia fue el lugar de nacimiento de muchas religiones como el islam, el cristianismo , el judaísmo,el hinduismo, el budismo, el confucianismo, el taoísmo, el jainismo, el sijismo, el zoroastrismo, pero todas las principales tradiciones religiosas se practican allí y nuevas formas están surgiendo constantemente. 

## Religión en la India
Nacidas en el sur de Asia, las religiones de la india son las predominantes y más antiguas. Además, la mayor parte de la población del continente las práctica, empleando en todas ellas conceptos como el dharma, el karma y la reencarnación.

### Hinduismo
El Hinduismo es la segunda religión más grande y la más antigua de Asia, con aproximadamente mil millones de seguidores.
Es la religión mayoritaria en la India (80%), en Nepal (81%) y en la isla indonesia de Bali (83,5%), con fuertes minorías en las naciones asiáticas de Bután, Indonesia, Malasia, Bangladés, Pakistán, Sri Lanka, Emiratos Árabes Unidos, Omán, Yemen, Arabia Saudita, Baréin, Kuwait, Catar, Birmania, Filipinas y Afganistán. Antes de la llegada del Budismo y el Islam en el suroeste de Asia y el sudeste asiático, el Hinduismo (y el Shaivismo en particular) era la religión más practicada en el suroeste de Asia y el sudeste asiático.
El Hinduismo, tal como lo conocemos, puede subdividirse en una serie de corrientes principales. Las divisiones principales del Hinduismo son Vaishnavism, Shaivism, Smartism y Shaktism. La gran mayoría de los hindúes actuales puede englobarse dentro de uno de estos cuatro grupos, aunque hay muchas otras, en parte solapadas, por las alianzas y las denominaciones.
El Hinduismo es anterior al registro histórico y se cree que comenzó durante la propia civilización del Valle del Indo. No tiene un solo fundador; más bien, es una mezcla diversa de tradiciones, prácticas y linajes. El Jainismo y el Sijismo surgieron en la India antigua del Hinduismo.

### Jainismo
Se encuentran sobre todo en esta zona, pero cada vez se expande más y más por el mundo. Los jainistas han influido significativamente y han contribuido a las esferas éticas, políticas y económicas de la India. Tienen una antigua tradición erudita y gozan del grado más alto de alfabetización para una comunidad religiosa en la India. Sus bibliotecas son las más antiguas del país. Tradicionalmente se ha restringido al subcontinente indio y al oeste de Asia. Se basa en las enseñanzas de Vardhman Mahavir y también en otros 23 Tirthankaras.

### Budismo
El Budismo es la cuarta religión mundial más grande y la tercera más grande de Asia, pues supone el 12% de la población de Asia. Es la religión predominante en Bután, Camboya, Tíbet, Laos, Mongolia, Sri Lanka y Tailandia. Pero grandes poblaciones budistas viven también en China (18,2%), Japón (36,2%), Taiwán (35%), Macao (17%), Corea del Norte (13,8%), Singapur (33%), Hong Kong (15%) y Corea del Sur (22,9%) También hay importantes minorías budistas en la India, Indonesia, Malasia, Brunéi, Filipinas y Rusia. El Budismo fue fundado por Siddartha Gautama, también conocido como Buda.
Antes del surgimiento del Islam, el Budismo era una de las religiones más practicadas en Asia Central, la antigua Persia, Malasia, Filipinas e Indonesia

### Sijismo
El Sijismo es la quinta religión organizada más grande en el mundo, con aproximadamente 30 millones de seguidores. Y es, además, una de las religiones que está en constante crecimiento. Se trata de una religión monoteísta fundada por Guru Nanak Dev en el siglo XVI. La religión hunde sus raíces en la zona del Punjab, cuyos territorios forman parte en la actualidad de la India y Pakistán.
Este sistema de filosofía y expresión religiosa ha sido tradicionalmente conocido como el Gurmat (literalmente el consejo de los gurús) o el Sikh Dharm. El término Sijismo deriva de la palabra sikh, que a su vez proviene de la raíz sánscrita śhiṣhya,  que significa "discípulo" o "aprendiz", o de śhikṣha que significa "instrucción".
El Sijismo es la tercera mayor religión de la India, y el 2% de la población total es sij. También hay una gran concentración de sijs en Malasia, Tailandia, Birmania, Filipinas, Pakistán, Afganistán, Hong Kong, Singapur, Indonesia, Kuwait y U.A.E.

## Religión del este de Asia
Las religiones de Asia oriental (también conocidas como religiones del Lejano Oriente, religiones chinas o religiones taoístas) forman un subconjunto de las religiones orientales.

### Confucianismo
El Confucianismo fue fundado en la antigua China por Confucio (551 - 479 a. C.). Es un complejo movimiento de preocupaciones morales, sociales, políticas, filosóficas y religiosas que permearon en la cultura y la historia de Asia Oriental. El Confucianismo enfatiza en la familia, la jerarquía social y la integridad personal, y se manifiesta en prácticas y actitudes más que en instituciones, centrándose en la familia y la sociedad local. Sin embargo, se consideró la religión estatal de los países de Asia Oriental durante algunos períodos. Hoy en día, las diásporas china, coreana, japonesa y vietnamita han llevado el Confucianismo a todas las partes del mundo.

### Taoísmo
El Taoísmo es una tradición filosófica y religiosa que enfatiza en vivir en armonía con el Tao (también llamado el "Dao"), un término que significa "vía", "camino" o "principio". El concepto es compartido con otras filosofías y religiones chinas. En el Taoísmo, sin embargo, Tao denota tanto la fuente como la fuerza impulsora inherente a todo lo que existe. En última instancia, es inefable: "El Tao que se puede decir no es el Tao eterno".
Laozi es tradicionalmente considerado como el fundador del Taoísmo y está estrechamente asociado con el Taoísmo "original", o "primordial". Se discute si realmente existió o no; sin embargo, la obra que se le atribuye - el Daodejing - se fecha a finales del siglo IV a. C. .
La propiedad y la ética taoístas varían según la escuela en particular, pero en general tienden a enfatizar wu-wei (acción a través de la no acción), "naturalidad", simplicidad, espontaneidad y los Tres Tesoros: compasión, moderación y humildad.
Se pueden encontrar importantes comunidades taoístas en China, Corea, Japón y Vietnam.

### Religión popular china
La religión popular china es una etiqueta utilizada para describir las tradiciones religiosas étnicas que han constituido un sistema principal de las creencias en China y entre el grupo étnico chino han para la mayor parte de la historia de la civilización. Este grupo de creencias diversas comprende la mitología china e incluye la adoración de varios shen (神, shén, "deidades", "espíritus", "conciencias", "conciencias", "arquetipos") que pueden ser deidades de la naturaleza, Taizu o divinidades del clan, deidades de la ciudad, deidades nacionales, héroes culturales y semidioses, dragones y antepasados. La religión popular china se identifica a veces con el taoísmo, ya que, en el mundo, el Taoísmo institucional ha estado tratando de asimilar o administrar las religiones locales. Pero, siendo más precisos, el Taoísmo se puede definir como un componente de la religión china, ya que surgió de la religión popular y la filosofía china. La religión popular china se ve a veces como una parte constituyente de la religión tradicional, pero más a menudo, los dos parecen sinónimos. Con cerca de 454 millones de seguidores, o alrededor del 6,6% de la población mundial, la religión popular china es una de las principales tradiciones religiosas del mundo. En China, más del 30% de la población se adhiere a las religiones populares o al Taoísmo.

### Sintoísmo
El kami-no-michi (o camino de los dioses) es casi único en Japón y en la diáspora japonesa. Es un conjunto de prácticas llevadas a cabo para establecer una conexión entre el Japón actual y su antiguo pasado. Las prácticas sintoístas fueron registradas y codificadas por primera vez en los registros escritos de Kojiki y Nihonshoki, en los siglos VII y VIII. Sin embargo, estos primeros escritos japoneses no se refieren a una "religión sintoísta" unificada, sino más bien al folklore desorganizado, a la historia y a la mitología. Shinto hoy es un término que se aplica a los santuarios públicos adecuados para diversos fines, tales como monumentos de guerra, festivales de la cosecha, el romance, y monumentos históricos, así como a varias organizaciones sectarias.
El Sintoísmo es la mayor religión de Japón, practicada por casi el 80% de la población, pero sólo un pequeño porcentaje de ellos se identifican como "sintoístas" en las encuestas . Las encuestas realizadas en 2006 y 2008 muestran que del 3% al 3,9% de la población de Japón son miembros de sectas sintoístas y religiones derivadas.

### Chamanismo
Conocido bajo la denominación Mugyo o "religión mu", y otras veces como Sinismo (Shingyo o "religión de los dioses") incluye una variedad prácticas de creencias indígenas y populares. Abarca una variedad de creencias religiosas indígenas, las prácticas del pueblo coreano, la esfera coreana y la diáspora coreana. En la actual Corea del Sur, el término más utilizado es Muismo y un chamán es conocido como un mudang (무당, 巫 堂). El papel del mudang, generalmente una mujer, es actuar como intermediario entre una entidad espiritual, espíritus o dioses y seres humanos.
Las mujeres son reclutadas por aquéllos que quieren la ayuda del mundo espiritual. Los chamanes cuentan con servicios para hacer ganar fortuna a sus clientes, curar enfermedades exorcizando espíritus negativos o "malos" que se aferran a la gente, o propician dioses locales o de pueblo. Tales servicios también se llevan a cabo para guiar el espíritu de una persona fallecida a los reinos superiores. Hoy en día esta religión es minoritaria, si bien en los últimos años ha visto un resurgimiento.

### Religión popular vietnamita
La religión popular vietnamita o la religión indígena vietnamita es la religión étnica de los vietnameses, dominante en Vietnam, donde es practicada por el 45,3% de la población. La religión popular vietnamita tiene muchas similitudes con la religión popular china del sur.
No es un sistema religioso organizado, sino un conjunto de tradiciones locales de adoración dedicadas al thần, un término que se puede traducir como "espíritus", "dioses" o con la locución más exhaustiva "poderes generativos". Estos dioses pueden ser deidades de la naturaleza, o deidades tutelares nacionales, comunitarias o de parentesco o dioses ancestrales, y los dioses ancestrales de una familia específica. Los dioses ancestrales son frecuentemente personas heroicas deificadas. La mitología vietnamita conserva narraciones de las acciones de muchos de los dioses cósmicos y héroes culturales.
La religión indígena vietnamita se identifica a veces con el Confucianismo, ya que lleva valores que fueron enfatizados por Confucio. Đạo Mẫu es una forma distinta de la religión popular vietnamita, dando prominencia a algunas diosas madre en su panteón. El gobierno de Vietnam también categoriza Cao Đài como una forma de religión indígena vietnamita, ya que reúne la adoración de los espíritus thần o locales con el budismo, el taoísmo y el confucianismo, así como elementos del catolicismo, el espiritismo y la teosofía.

## Religión en Irán
Los iraníes se asocian con la rama chiita del Islam, la religión estatal oficial y alrededor del 5-10% con las ramas sunitas y sufíes del Islam. El 0.6% restante se asocia con minorías religiosas no-islámicas, como el Bahaísmo, el Mandeísmo, el Yaresanísmo, el Zoroastrísmo, el Judaísmo y el Cristianismo. Las tres últimas religiones minoritarias son oficialmente reconocidas y protegidas, y han reservado escaños en el parlamento de Irán.

### Zoroastrismo
El Zoroastrismo fue antaño la religión estatal del Imperio Persa, pero ahora es una religión minoritaria, que se encuentra principalmente en la India e Irán. Adora a un dios monoteísta, Ahura Mazda, y fue fundado por Zoroastro. Es la religión original iraní, y generó el Maniqueísmo y el bishnoismo mazdakismo. El Zoroastrismo es una religión y una filosofía basadas en las enseñanzas del profeta Zoroastro (también conocido como Zaratustra, en Avestan), probablemente fundado algún tiempo antes del siglo VI a. C.. El término Zoroastrismo es, en uso general, esencialmente sinónimo de Mazdeísmo, es decir, la adoración de Ahura Mazda, exaltada por Zoroastro como la suprema autoridad divina.
En el Zoroastrismo, el Creador Ahura Mazda es todo bueno, y ningún mal proviene de él. Así, en el Zoroastrismo, el bien y el mal tienen fuentes distintas, con el mal (druj) tratando de destruir la creación de Mazda (asha), y tratando de someterla. Mazda no es inmanente en el mundo, y su creación está representada por el Amesha Spentas y el anfitrión de otras Yazatas, a través de quien las obras de dios son evidentes para la humanidad, y por medio de las cuales la adoración de Mazda es finalmente dirigida. Los textos más importantes de la religión son los de la Avesta, de los cuales se ha perdido una porción significativa, y sobre todo sólo las liturgias han sobrevivido. Las partes perdidas se conocen sólo a través de referencias y breves citas en las obras posteriores, principalmente de los siglos IX-XI.
Se desconoce el número total de seguidores practicantes del Zoroastrismo. Una estimación de 2004 da un rango de 124 000 a 190 000, aproximadamente la mitad de ellos en la India (los grupos parsi e iraní).
El mayor número de zoroastrianos en Asia se encuentra en la India, donde vive 69.000, y en Irán (25.000), en Afganistán (10.000), en Pakistán (5.000), en Singapur (4.500), en los países del Golfo Pérsico (2.200 ) y en Azerbaiyán (2.000).

### Mandeísmo
El número de mandeos iraníes es un asunto de disputa. En 2009, se calcula que hay 5 000 y 10 000 mandeos en Irán, según la Associated Press, mientras que Alarabiya ha elevado el número de mandeos iraníes hasta los 60 000 en 2011.
Hasta la Revolución iraní, los mandeos se habían concentrado principalmente en la provincia de Khuzestan, donde la comunidad históricamente existía al lado de la población árabe local. Habían practicado principalmente la profesión de orfebre, transmitiéndola de generación en generación. Después de la caída del último sha, sus miembros se enfrentaron a una creciente discriminación religiosa y muchos buscaron nuevos hogares en Europa y las Américas.
En 2002, el Departamento de Estado de los Estados Unidos concedió a los iraníes el estatuto de refugiado protector de los mandeos. Desde entonces aproximadamente mil han emigrado a los EE. UU. , y residen en ciudades tales como San Antonio (Texas). Por otro lado, la comunidad mandea en Irán ha aumentado en tamaño durante la última década, debido al éxodo de Irak de la principal comunidad de Mandaean, que llegó a estar formada en su mejor momento por 60 000 o 70 000 fieles.

### Yaresanísmo
El Yarsan o Ahl-e Haqq es una religión sincrética fundada por el sultán Sahak a finales del siglo XIV en el oeste de Irán. El número total de miembros se estimaba en el año 2004 en alrededor de 1.000.000 de seguidores, que se encuentran principalmente en el oeste de Irán e Irak, en su mayoría de etnia kurda, aunque también hay grupos más pequeños de persas, luros, azeríes e, incluso, árabes. Algunos yaraníes también están presentes en el sureste de Turquía.

## Religiones abrahámicas
Las religiones abrahámicas, también referidas colectivamente como abrahamismo, son un grupo de religiones de origen semítico que reclaman el descenso de las prácticas de los antiguos israelitas y la adoración del "Dios de Abraham". El término deriva de una figura de la Biblia conocida como Abraham. Aunque el judaísmo comenzó como un culto tribal local en el Levante, los Abrahamistas fueron capaces de propagarse a nivel mundial a través del cristianismo que fue adoptado por el Imperio Romano en el siglo IV y las campañas militares de los árabes que extendieron el Islam a partir del siglo VII. Como consecuencia, hoy en día las religiones abrahámicas son una de las divisiones principales en la religión comparada (junto con las religiones indias, iraníes y asiáticas del este). El judaísmo, el cristianismo y el islam son las religiones abrahámicas más grandes en términos de número de seguidores.

### Judaísmo
El término Judaísmo (del latín Iudaismus, derivado del griego Ἰουδαϊσμός, originalmente del hebreo יהודה, Yehudah, "Judah";  en hebreo: יהדות, Yahadut, las características distintivas de la etnia judía) engloba la religión, la filosofía, la cultura y el modo de vida del pueblo judío. El Judaísmo es una antigua religión monárquica abrahámica, con la Torá como su texto fundacional (parte del texto más grande conocido como el Tanakh o la Biblia hebrea), y la tradición oral complementaria representada por textos posteriores, como el Midrash y el Talmud. Es considerado por los judíos religiosos como la expresión de la relación de pacto que Dios estableció con los Hijos de Israel. Con entre 14,5 y 17,4 millones de fieles en todo el mundo, es la décima mayor religión del mundo.
El judaísmo es la religión predominante en Israel (75.6%), que tiene una población judía nominal de cerca de 6.1 millones, Fuera de Israel hay pequeñas comunidades antiguas de judíos que viven en Turquía (17.400), Azerbaiyán (9.100), Irán (8.756), India (5.000) y Uzbekistán (4.000).

### Cristianismo
Esta religión en Asia tiene sus raíces en el mismo comienzo del cristianismo, que se originó de la vida y las enseñanzas de Jesús en el siglo I de la Palestina romana. El cristianismo se difundió a través de la obra misionera de sus apóstoles, primero en el Levante y expandiéndose por las grandes ciudades como Jerusalén y Antioquía. Según la tradición, la expansión hacia el este ocurrió gracias a la predicación de Tomás el apóstol, que estableció el cristianismo en el imperio de Partian (Irán) y la India. Las primeras naciones de Medio Oriente en adoptar el cristianismo como religión del estado fueron Armenia en 301 y Georgia en 327.
El Cristianismo en Asia es una religión minoritaria, con más de 286 millones de seguidores según Pew Research Center en 2010,  y casi 364 millones de acuerdo con la Enciclopedia Británica del año 2014,  constituyendo alrededor del 12,6% de la población total de Asia.
Sólo seis países son predominantemente cristianos: la Rusia asiática, donde predomina la Iglesia Ortodoxa Rusa, Chipre, que es fundamentalmente ortodoxa; Filipinas, que es la tercera nación católica más grande del mundo; Timor Oriental; Armenia, que fue el primer estado en adoptar una denominación cristiana como religión estatal; y Georgia. El Cristianismo también representa el 29,2% de la población de Corea del Sur (54,5% de su población religiosa) y es en la actualidad la religión predominante en Corea del Sur, también es una religión minoritaria en el Líbano, donde representa el 40% de su población. El Cristianismo es una religión minoritaria en Kazajistán (26%), Singapur (18,3%) y Kirguistán (17%).
Los países asiáticos con grandes poblaciones cristianas son Filipinas (84 millones), China (68 millones), India (24 millones), Indonesia (23 millones), Kazajistán (16,5 millones), Corea del Sur (15 millones), Vietnam (7 millones), Georgia (4.6 millones), Armenia (3,2 millones), Malasia (2,6 millones), Japón (2,5 millones), Pakistán (2,5 millones). Uzbekistán (2,5 millones), Siria (1,8 millones), Sri Lanka (1,5 millones) y Taiwán (un millón).
Todavía existen grandes comunidades antiguas de cristianos de Oriente Medio y de cristianos árabes en Líbano, Irak, Irán, Turquía, Siria, Jordania, Israel y Palestina, con más de 3 millones en Asia Occidental. También hay una gran población de trabajadores expatriados que incluyen una importante comunidad cristiana que vive en la Península arábiga, con más de 3 millones de habitantes .
Un estudio de 2015 estima que unos 6.968.500 musulmanes se habían convertido al Cristianismo en Asia, la mayoría de los cuales pertenecen a algún tipo de protestantismo.

### Bahaísmo
La Fe Bahá'í es una religión abrahámica aunque es muy diferente del Cristianismo, el Islam y el Judaísmo. Fue fundada por Bahá'u'lláh en lo que entonces era Persia (también conocido como Irán). Hoy en día la población nacional más grande de los bahá'ís está en la India con entre 1,7 millones  y 3,2 millones de seguidores,  donde también se halla el Templo del Loto. Se encuentran poblaciones significativamente importantes en muchos países, entre ellos Vietnam y Malasia, donde "alrededor del 1%", unos 260.000, de la población son bahá'ís.  En otros lugares, como Kazajistán hay 25 Asambleas Espirituales Locales.
En la era moderna de Irán, la religión es severamente perseguida . En la vecina Turkmenistán, la Fe Bahá'í está de hecho prohibida,  y y se han allanado viviendas en busca de literatura baháʼí.

### Islam
El Islam es una religión monoteísta y abrahámica articulada por el Corán, un libro considerado por sus fieles como la palabra literal de Dios (en árabe: الله Allāh) y por las enseñanzas y el ejemplo normativo (llamado Sunnah y compuesto de hadith) de Muhammad, considerado por ellos como el último profeta de Dios. El Islam es la mayor religión de Asia con aproximadamente 1100 millones de seguidores. En Asia del Sur y en el sudeste de Asia se hallan los países musulmanes más poblados: Indonesia, Pakistán, India y Bangladés tienen más de 100 millones de musulmanes cada uno. Según cifras del gobierno estadounidense, en 2006 había 20 millones de musulmanes en China. En el Asia occidental, los países no árabes de Irán y Turquía son los países más grandes de mayoría musulmana. En el sur de Asia, Pakistán y Bangladés son los países con mayoría musulmana, mientras que en Asia Central, lo son Afganistán y Uzbekistán.
De la población de Filipinas de 104 millones de habitantes, alrededor del 11%, entre 11 y 15 millones de personas son musulmanas. La población musulmana de la India es el 13,4% del total, aproximadamente 161 millones de personas.  Los musulmanes de Tailandia representan el 4,6% de la población, o aproximadamente 3 millones de personas.  También los musulmanes de Sri Lanka representan el 10% de la población, o aproximadamente 2,5 millones de personas
La comunidad musulmana Ahmadiyya, una secta musulmana minoritaria, se originó en el continente asiático en 1889 en Qadian (India). La comunidad tenía 10 millones de miembros a partir de los años ochenta. A partir de 2008, la comunidad musulmana Ahmadiyya se ha establecido en todos los países asiáticos, excepto en Tayikistán, Turkmenistán, Georgia y Corea del Norte. Los ahmadíes son los más perseguidos en Asia, particularmente en Pakistán, Bangladés e Indonesia.

## Irreligión
Según una encuesta del Pew Research Center en 2012 afiliaciones no religiosas (incluyendo agnósticos y ateos) representan alrededor del 21,2% de la población de Asia.  Según la misma encuesta, los afiliados no religiosos constituyen la mayoría de la población de cuatro países / territorios asiáticos: Corea del Norte (71%), Japón (57%), Hong Kong (56%) y China (52%).
Otras fuentes dicen que en la República Popular China, el 59% de la población afirma ser no religiosa.  Sin embargo, este porcentaje puede ser significativamente mayor (hasta un 80%) o menor (hasta un 30%) en realidad, porque algunos chinos definen la religión de manera diferente. La definen como costumbres practicantes (que pueden hacerse por razones culturales o tradicionales), mientras que otros lo definen como creyendo conscientemente que su religión conducirá a la salvación post mortem o a la reencarnación. Una estadística de Dentsu señala que el 46% de los vietnamitas y el 51% de los japoneses son irreligiosos.